# Monumento a Emilio Paolo

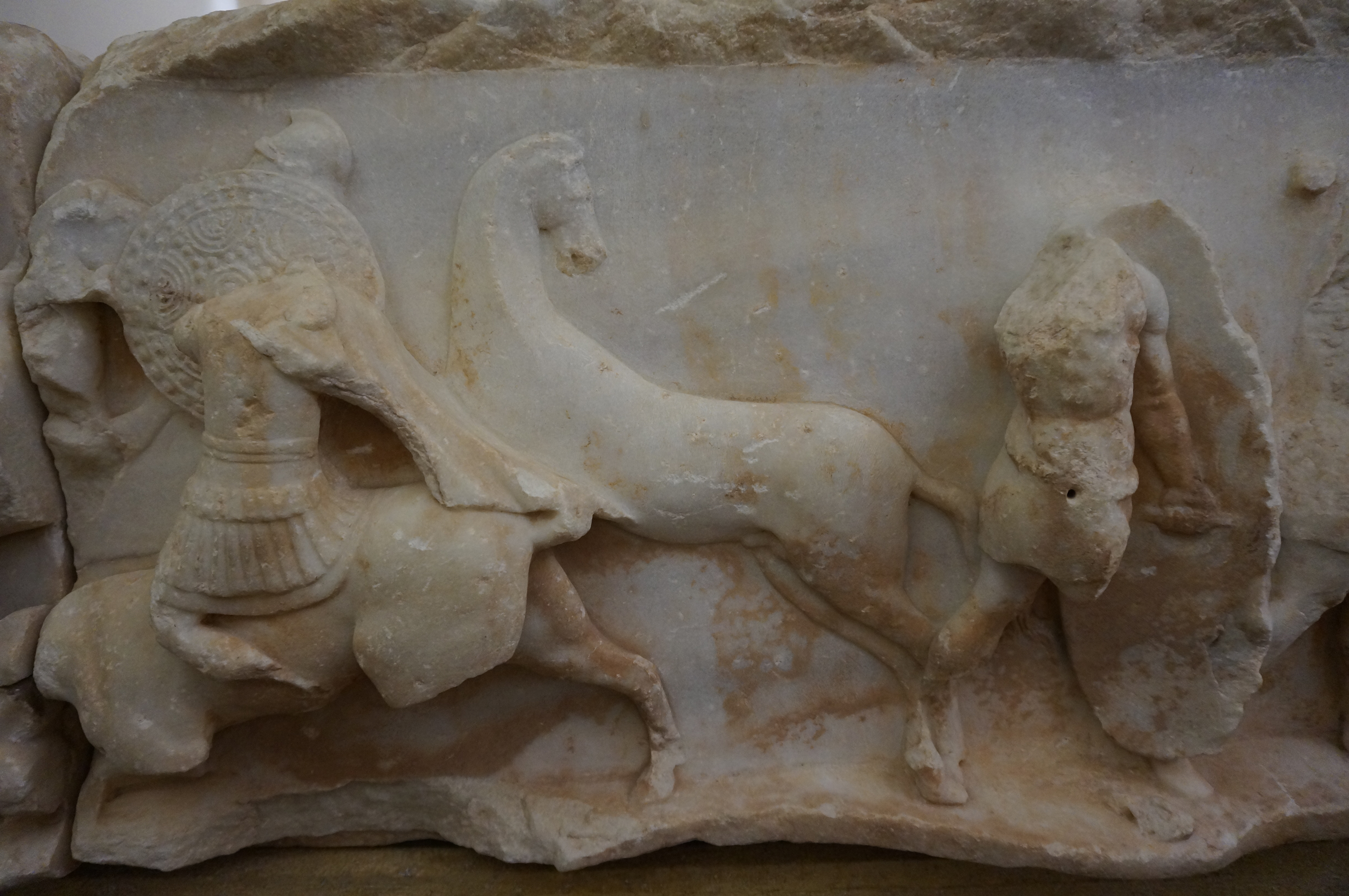
Scena dal rilievo del monumento: da sinistra a destra, un cavaliere macedone, un fante macedone, un cavallo senza cavaliere, un fante italico.

Pianta del Santuario di Apollo a Delfi: il monumento a Emilio Paolo è segnato con il numero 27

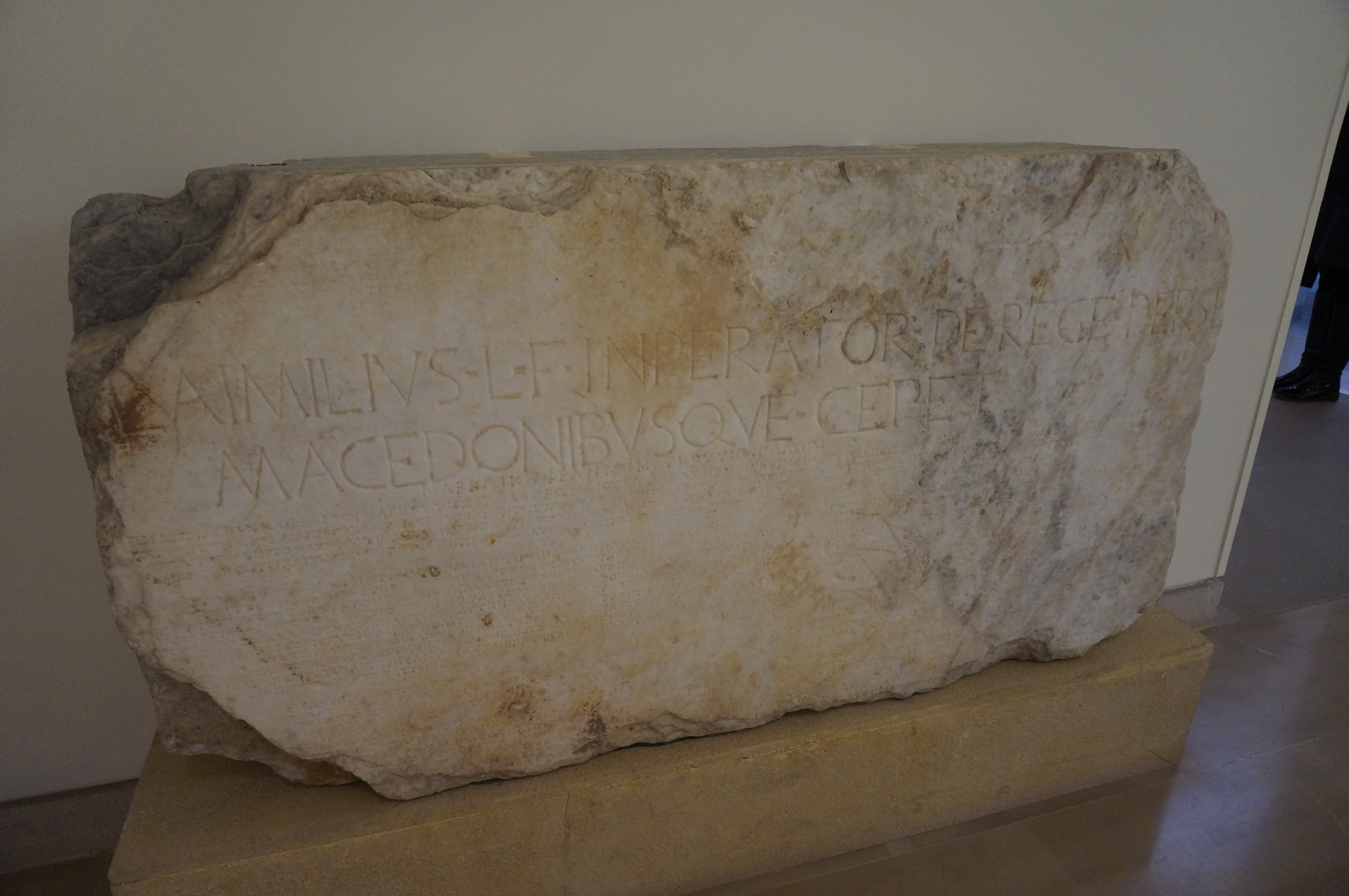
Iscrizione dal monumento, celebrante Lucio Emilio

Il monumento a Emilio Paolo fu eretto nel Santuario di Apollo a Delfi poco dopo il 167 a.C. per commemorare la vittoria romana per opera del generale Lucio Emilio Paolo Macedonico sul re Perseo di Macedonia nella battaglia di Pidna.
Il pilastro incompleto era destinato a fungere da base per un ritratto del re Perseo. Originariamente era stato creato per stabilire la presenza macedone a Delfi e per ricordare ai delfinesi la tradizione di amicizia esistente tra loro e la famiglia reale. Tuttavia, il monumento fu ripreso da Emilio Paolo per celebrare se stesso e la vittoria di Roma, osservando che «era giusto che i conquistati cedessero il passo ai vincitori». Il monumento di Emilio Paolo si trovava di fronte al Tempio di Apollo insieme ad altri due pilastri commemorativi, quello di Eumene II di Pergamo e quello di Prusia II di Bitinia; tuttavia, questo pilastro dominava sugli altri due. Il monumento completato aveva una statua equestre in bronzo che si trovava in cima a un pilastro rettangolare alto più di 9 metri. Sebbene la statua in bronzo che originariamente si trovasse in cima al pilastro non sia più presente, i tagli nel basamento mostrano che il cavallo era stante sulle zampe posteriore. Alla base del pilastro è sopravvissuta un'iscrizione, «L(ucius) Aimilius L(uci) f(ilius) inperator de rege Perse / Macedonibusque cepet», «Lucio Emilio, figlio di Lucio, imperator, lo prese dal re Perseo e dai Macedoni».

## Dettagli e significato del fregio
Sulla sommità del pilastro rettangolare di marmo, su tutti e quattro i lati, si trova un fregio in rilievo che raffigura la battaglia di Pidna. Il fregio è lungo 6,5 metri e alto 0,31 metri. Le figure sono scolpite ad alto rilievo in marmo bianco venato con una patina marrone. Il fregio è il primo esempio conosciuto di scultura greca in un contesto puramente romano. I rilievi in stile ellenistico sono la prima scultura sopravvissuta che raffigura una narrazione storica romana. Non c'è alcun paesaggio o contesto che riempia lo spazio, il rilievo raffigura solo i due eserciti in combattimento, sia a piedi sia a cavallo. Tra le scene di combattimento si trovano guerrieri morti o morenti. Le scene di battaglia sono rese vivaci da scorci posteriori e da una forte attenzione ai dettagli. I due schieramenti si distinguono per i dettagli delle armature e delle armi. I Romani portano grandi scudi ovali (scuta), mentre gli scudi dei Macedoni sono arrotondati. I guerrieri nudi, un tempo ritenuti nudi eroici dei caduti romani, sono probabilmente mercenari celtici al servizio di Perseo.
Su un lato del fregio, un cavallo senza cavaliere domina la scena. Ciò allude alla storia secondo cui la battaglia si sviluppò a causa di una schermaglia tra picchetti per un cavallo (o un mulo) fuggito. Le leggende dicono che un oracolo predisse che chiunque avesse iniziato la battaglia avrebbe perso. Prima della battaglia, un cavallo romano si liberò e corse verso gli avversari, facendo pensare a Perseo che i Romani avessero iniziato la battaglia. Quando questi ultimi attaccarono a loro volta, Perseo iniziò lui stesso la battaglia. Per questo motivo, il cavallo senza cavaliere indica che il rilievo raffigura specificamente la battaglia di Pidna e non una generica scena di combattimento tra Romani e Macedoni. Alcuni suggeriscono che ogni pannello debba essere letto come una diversa fase della battaglia, dalla schermaglia iniziale alla disfatta finale. Taylor sostiene che l'insieme dei quattro rilievi fosse inteso come un'unica scena di vittoria romana e che la presenza della cavalleria alluda al successo dell'inseguimento a cavallo dei macedoni in fuga dopo la rottura della falange.